# Zelle (Film)
Zelle ist ein deutscher Spielfilm aus dem Jahr 2007. Regie führte Bijan Benjamin nach einem gemeinsam mit dem Hauptdarsteller Yunus Cumartpay verfassten Drehbuch.

## Inhalt
Eine Gruppe um einen irakischen Studenten in Köln plant, nachdem sie zunächst nichts von dessen Vorhaben ahnt, einen Terroranschlag ähnlich den Anschlägen von New York, London und Madrid in Deutschland. Ziel ist eine U-Bahn zur Hauptverkehrszeit. Doch die Polizei hat bereits Wind von der Sache bekommen.

## Rezeption
Der Film lief unter anderem auf dem Festival des Films du Monde Montréal und bei den Hofer Filmtagen und wurde innerhalb der Reihe Neue Deutsche Filme auch auf DVD veröffentlicht.
Laut Frankenpost schafft der Film es „mit den hervorragenden Darstellern, beim Zuschauer neben den Fragen auch Verständnis für das Vorgehen zu schaffen, das in einer tödlichen Gewalttat endet“. Zur DVD-Veröffentlichung schrieb Kabel1 über den Film: „ein ungeschönter Einblick in das Innenleben des Terrors“ Zwar könne Benjamins Langfilmdebüt nicht in sämtlichen Aspekten überzeugen, doch gehe er unter die Haut und „Freunde anspruchsvoller Unterhaltung kommen bei diesem packenden Politdrama voll auf ihre Kosten“.